# Pyrenothricaceae
Pyrenothricaceae är en familj av svampar. Pyrenothricaceae ingår i klassen Dothideomycetes, divisionen sporsäcksvampar och riket svampar.
Pyrenothricaceae är enligt Catalogue of Life en av 238 familjer i klassen Dothideomycetes. Pyrenothricaceae innehåller följande två släkten med sammanlagt tre arter:
- Cyanoporina
  - Cyanoporina granulosa
- Pyrenothrix
  - Pyrenothrix mexicana
  - Pyrenothrix nigra

I Catalogue of Life 2014 har släktet Pyrenothrix bytts ut mot Lichenothrix som endast innehåller arten Lichenothrix riddlei.